# Запорожец (трактор)
«Запоро́жец» — один из первых советских тракторов. Выпускался с 1923 года на заводе Сельмашсиндиката «Красный Прогресс» (впоследствии Дизелестроительный завод имени С. М. Кирова) в городе Большой Токмак Запорожской области УССР.
Трактор был построен на базе 12-сильного (при 400 об/мин.) двухтактного одноцилиндрового нефтяного двигателя калоризаторного типа. Впоследствии мощность двигателя увеличили до 16 л. с.
Первый опытный экземпляр получил награду на Всесоюзной сельскохозяйственной выставке, после чего прошёл испытания в Тимирязевской академии.

## Особенности конструкции

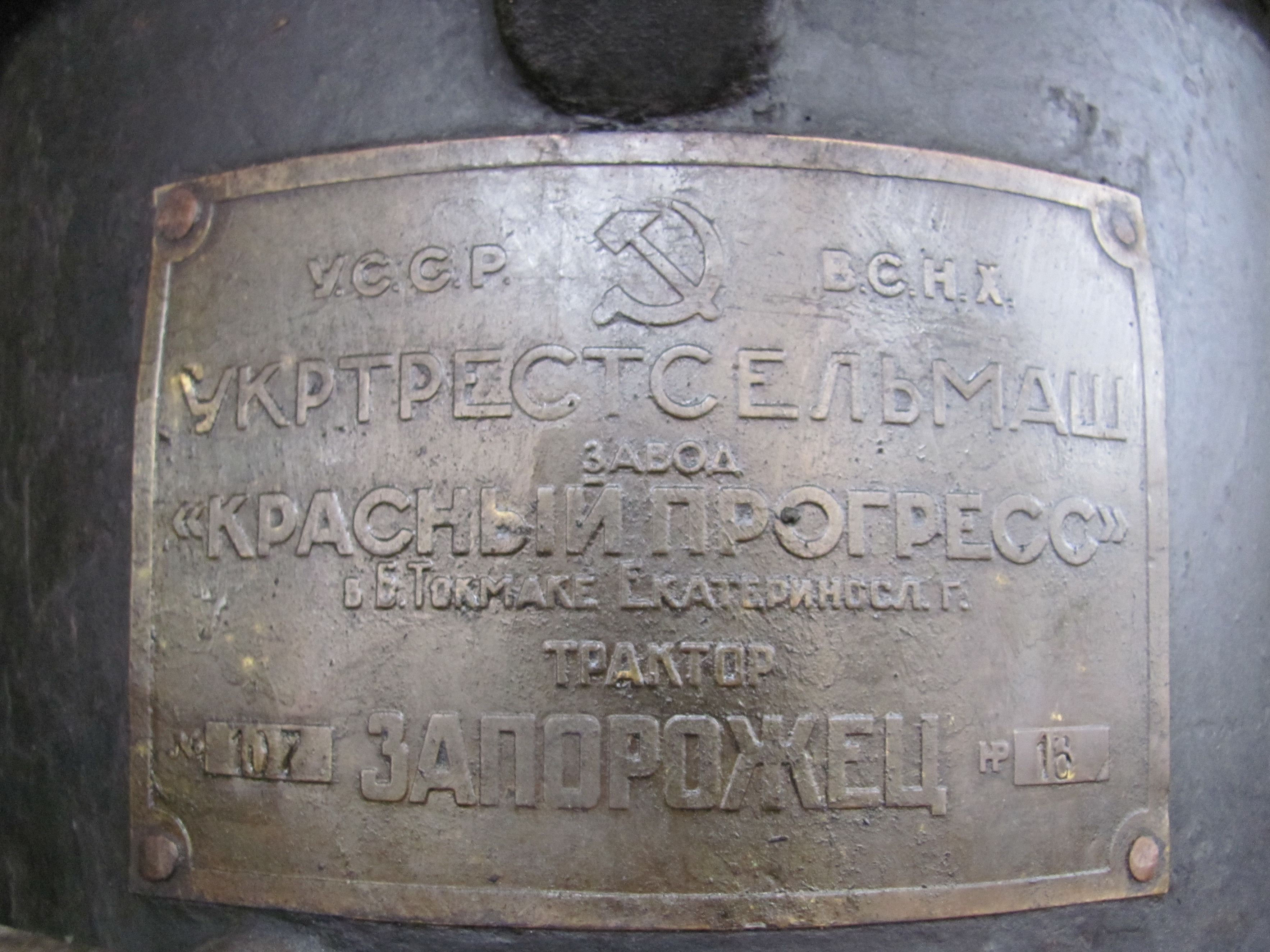
Табличка трактора «Запорожец»

Трактор создавался для обработки небольших наделов. Изготовлялся он из дешёвых и доступных материалов, поэтому был прост в производстве и эксплуатации.
Предназначался в основном для работы с двухкорпусным плугом. Также была возможность работы с другими сельскохозяйственными прицепными машинами общего назначения. Производительность при пахоте 1½—2 десятины в день.
Трактор приводится в действие одноцилиндровым нефтяным двигателем с зажиганием смеси от запальной головки (калоризатора), которую перед пуском двигателя разогревают до каления. Подача топлива — самотёком. Регулировка мощности двигателя производится пропусками впрыска топлива. Во время работы внутрь цилиндра впрыскивается вода со следующими целями:
- увеличение давления в цилиндре за счёт образующегося пара;
- охлаждение пространства цилиндра во избежание преждевременной вспышки топлива;
- очистка внутренних поверхностей от нагара.

Охлаждение двигателя водяное, с принудительной циркуляцией посредством центробежного насоса.
Чтобы не применять сложный в изготовлении дифференциал, сзади устанавливалось одно ведущее колесо. Передача на него тремя парами шестерён, причём последняя шестерня диаметром близка к диаметру ведущего колеса и имеет внутреннее зацепление. Задний ход — реверсом двигателя. Коробки передач, таким образом, нет, и скорость 3,6 км/ч изменяется только изменением числа оборотов двигателя (250—500 об/мин соответствуют скоростям от 2½ до 5 вёрст в час).
Правое переднее колесо имеет винтовой механизм регулировки высоты, таким образом, трактор может идти без управления трактористом правым колесом в предыдущей борозде, при этом рама его сохраняет горизонтальное положение, а поршень и цилиндр сберегаются от бокового износа.

## Характеристики
Характеристики трактора «Запорожец» по результатам испытаний в Тимирязевской академии на суглинках с двухлемешным американским плужком «Оливер» шириной захвата 66,6 см (15 вершков). Поле № 1 — из-под корне- и клубнеплодов, № 2 — выгон для скота, № 3 — из-под яровой пшеницы, высокая стерня:
|                                          |                                          | Поле № 1     | Поле № 2    | Поле № 3    |
| ---------------------------------------- | ---------------------------------------- | ------------ | ----------- | ----------- |
| Глубина пахоты, см (вершков)             | Глубина пахоты, см (вершков)             | 15½ (3½)     | 15½ (3½)    | 15½ (3½)    |
| Производительность, га/час (десятин/час) | Производительность, га/час (десятин/час) | 0,21 (0,19)  | 0,19 (0,17) | 0,19 (0,17) |
| Расход                                   | нефти, кг/га (п. и ф./дес.)              | 26½ (1 и 33) | 38 (2 и 12) | 33 (2 и 12) |
| Расход                                   | смазки, кг/га (ф./дес.)                  | 1,8 (4,7)    | 3,4 (10)    | 3,4 (10)    |
| Расход                                   | воды, л/га (вед./дес.)                   | 22½ (2)      | —           | —           |
| Буксование, %                            | Буксование, %                            | 5            | 1,2         | 1,2         |

Среднее тяговое усилие составило 532 кгс (32½ пуд-силы), средняя тяговая мощность на крюке 6—7 л. с. Общая оценка конструкции на 4,7 балла из 5.
Отмеченные недостатки: неудачное расположение калоризатора приводит к его охлаждению в холодную погоду и остановке двигателя.